# Gypogyna
Genre
Gypogyna est un genre d'araignées aranéomorphes de la famille des Salticidae.

## Distribution
Les espèces de ce genre se rencontrent en Amérique du Sud et au Mexique.

## Liste des espèces
Selon World Spider Catalog (version 22.5, 05/11/2021) :
- Gypogyna amazonica Ruiz, 2021
- Gypogyna forceps Simon, 1900
- Gypogyna mexicana Ruiz & Bustamante, 2021

## Publication originale
- Simon, 1900 : « Descriptions d'arachnides nouveaux de la famille des Attidae. » Annales de la Société Entomologique de Belgique, vol. 44, p. 381-407 (texte intégral).